# Jusztin Nándor Takács

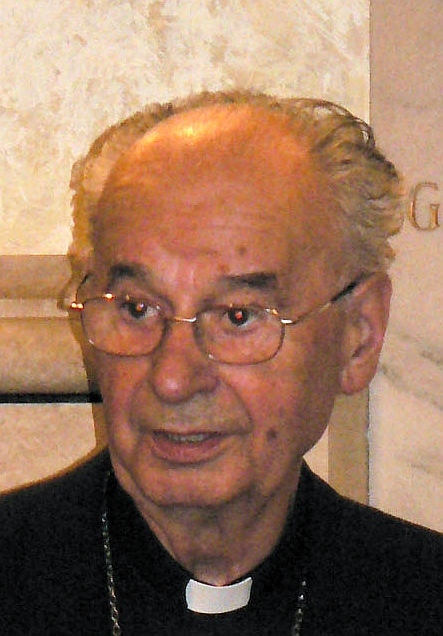
Jusztin Nándor Takács

Jusztin Nándor Takács OCD (* 15. Januar 1927 in Rábacsanak; † 11. Juli 2016) war ein ungarischer Ordensgeistlicher und römisch-katholischer Bischof von Székesfehérvár.

## Leben
Jusztin Nándor Takács trat der Ordensgemeinschaft der Unbeschuhten Karmeliten bei und empfing am 28. Oktober 1951 die Priesterweihe.
Papst Johannes Paul II. ernannte ihn am 23. Dezember 1988  zum Weihbischof in Székesfehérvár und Titularbischof von Carcabia. Der Erzbischof von Esztergom, László Kardinal Paskai OFM, spendete ihm am 11. Januar des nächsten Jahres die Bischofsweihe; Mitkonsekratoren waren László Dankó, Erzbischof von Kalocsa, und István Seregély, Erzbischof von Eger.
Am 31. März 1990 wurde er zum Koadjutorbischof von Székesfehérvár ernannt. Mit der Emeritierung Gyula Szakos’ am 13. September 1991 folgte er ihm als Bischof von Székesfehérvár nach. Am 4. April 2003 nahm Papst Johannes Paul II. seinen altersbedingten Rücktritt an.